# Enrique Rojas
Enrique Rojas Montes (Granada, 24 de febrero de 1949) es un médico psiquiatra español, catedrático emérito de Psiquiatría de la Universidad de Extremadura, y catedrático de Psiquiatría y Psicología Médica en el centro universitario Villanueva.
Sus trabajos de investigación se centran en tres temas: las depresiones, la ansiedad, y los trastornos de personalidad.  Sus ensayos han abordado la sexualidad, las crisis conyugales y la voluntad.

## Biografía
Hijo de Luis Rojas Ballesteros, un psiquiatra español de influencia germana. Enrique se formó en diversas instituciones educativas de Madrid, Oxford, Londres y Nueva York.
Cuando aun no había cumplido treinta años, abrió su primera consulta en la calle Goya de Madrid. 
Está casado con Isabel Estapé (hija de Fabián Estapé), agente de bolsa y notaria de Madrid y primera mujer en la Real Academia de Ciencias Económicas y Financieras de España. Ambos son miembros del Opus Dei. El matrimonio tuvo cinco hijos. Su hijo Enrique se ahogó a los dos años en la piscina familiar. El resto son chicas: Cristina, Almudena, Isabel y Marian. Almudena es monja de clausura, carmelita descalza; Marian es una conocida psiquiatra y escritora.
Es director del Instituto Rojas-Estapé. 
Imparte numerosas conferencias en España y Latinoamérica. Ponente internacional en diferentes congresos relacionados con su actividad.
Muchos de sus libros han estado meses en la lista de best sellers. Pertenece a la generación de médicos humanistas que tanta tradición han tenido en Europa y en España. Sus libros han sido traducidos a numerosos idiomas: desde el inglés al ruso, pasando por el alemán, el polaco, el italiano o el portugués.
Participa todos los años en las ferias del libro más importantes de habla hispana como el (FIL) Feria Internacional del libro de Guadalajara (México) y la Feria del libro de Madrid (España). 
Es colaborador habitual del diario ABC de Madrid, La Nación de Buenos Aires, El Mercurio de Santiago de Chile y El Heraldo de México.  
Preside la Fundación Rojas-Estapé. 
En 2008 declaró que la homosexualidad es «un proceso clínico que tiene una etiología, una patogenia, un tratamiento y una curación» por lo que estuvo a favor de las terapias de conversión, además se mostró en contra de la adopción homoparental.
Desde el año 2010 pertenece al capítulo español del Club de Roma, en donde un grupo de intelectuales europeos se reúnen periódicamente con el fin de fomentar la cultura en sus distintas facetas.
Es miembro de la Orden de San Jorge. 
Es propietario de la empresa inmobiliaria Triana 88 S.L., dedicada a la adquisición y arrendamiento de fincas, y de una viña ubicada en la balconada del Tajuña.

## Obra
Rojas es autor de varios libros de autoayuda, ensayo, artículos periodísticos y otros textos. 
Una constante en su pensamiento es la búsqueda de la felicidad. Desde su punto de vista, una vida lograda exige afrontar adecuadamente algunos de los siguientes problemas que afectan a la sociedad actual: el hedonismo, la permisividad, el nihilismo, la promiscuidad sexual y el relativismo. Esta lucha se expone de forma clara en sus  ensayos como El hombre light, Remedios para el desamor, Los lenguajes del deseo y otros. Entre sus recientes trabajos, Adiós, depresión, aborda en un tono divulgativo el tema de los trastornos depresivos.
Ha publicado dos tipos de libros: unos de temas clínicos: la depresión, la ansiedad, las obsesiones y los desajustes de la personalidad; y otros sobre temas humanísticos y de ensayo: que van desde cómo superar las adversidades y traumas de la vida, a la alegría o las crisis de pareja.

## Premios y reconocimientos
- Premio Extraordinario del Doctorado en Medicina.
- Premio Conde de Cartagena de la Real Academia de Medicina de Madrid por su libro Aspectos de la depresión.[17]
- Médico Humanista del Año nombrado por el Ministerio de Sanidad de España 1995. [18]
- En el 2004 fue Premio Boehringer Ingelheim al Periodismo en Medicina. [19]
- En el 2008 fue Premio Opinión Sanitaria al mejor artículo de prensa médica titulado «La depresión: la epidemia de nuestro tiempo».
- En 2012 ha sido premio Know Square, al libro que más ha ayudado a los empresarios españoles, entre una selección de 200 libros sobre temas relativamente parecidos.[20]
- Premio Solidarios MDE 2012 (Mujeres para el diálogo y la educación) en la categoría «Hombre que más apoya a las mujeres», por su compromiso y apoyo a la mujer en temas relacionados con la depresión. [21]
- En 2014 recibió el Master de Oro del Forum de Alta Dirección de Madrid por su trayectoria profesional y por ser un autor que ha vendido en torno a dos millones de libros.[22]

## Vida personal
Católico, es padre de cinco hijos, entre otros, Enrique, fallecido con dos años, y la psiquiatra Marian Rojas Estapé.

## Obras
- Estudios sobre el suicidio (1978)
- Sexualidad y afectividad (1981)
- Psicopatología de la depresión (1982)
- Aspectos clínicos de la depresión (1984)
- Una teoría de la felicidad (1987)
- Remedios para el desamor (1990)
- La enciclopedia de la sexualidad y de la pareja (1991)
- El hombre light (1992)
- La conquista de la voluntad (1994)
- El amor inteligente (1997)
- La ilusión de vivir (1998)
- La ansiedad (1998)
- ¿Quién eres? (2002)
- Los lenguajes del deseo (2004)
- Adiós, depresión (2006)[24]
- Amigos: adiós a la soledad (2009)
- No te rindas (2011)
- Vive tu vida (2013)
- Cómo superar la depresión (2014)
- 5 consejos para potenciar la inteligencia (2016)
- Todo lo que tienes que saber sobre la vida (2020)
- Comprende tus emociones (2023)